# Heiligkreuzsteinach
Heiligkreuzsteinach ist eine Gemeinde im Rhein-Neckar-Kreis im Nordwesten von Baden-Württemberg.

## Geographie

### Geographische Lage

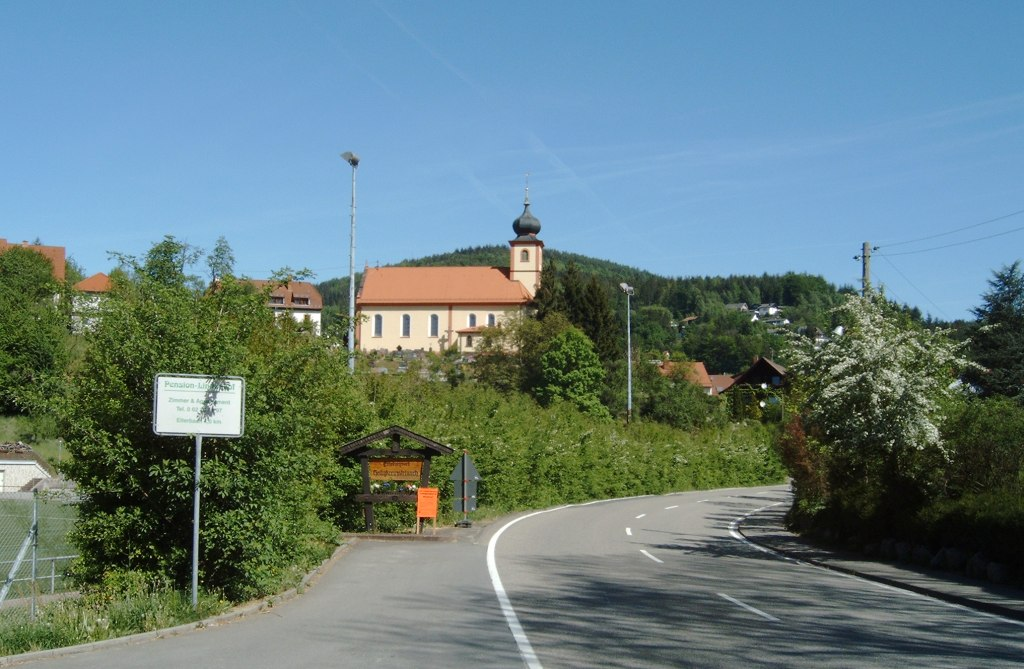
Heiligkreuzsteinach mit der katholischen Kirche

Die Gemeinde Heiligkreuzsteinach gehört zur Metropolregion Rhein-Neckar und liegt im südlichen Teil des Odenwalds im Tal der Steinach, einem rechten Zufluss des Neckar. Auf der Gemarkung, die sich in 220 bis 584 Metern Höhe erstreckt, münden Leuters- und Lenzenbach in die Steinach sowie im Hauptort der Eiterbach. Der höchste Punkt der Gemarkung, die Stiefelhöhe, ist mit 584 m ü. NHN zugleich die höchste Erhebung im Rhein-Neckar-Kreis.

### Nachbargemeinden

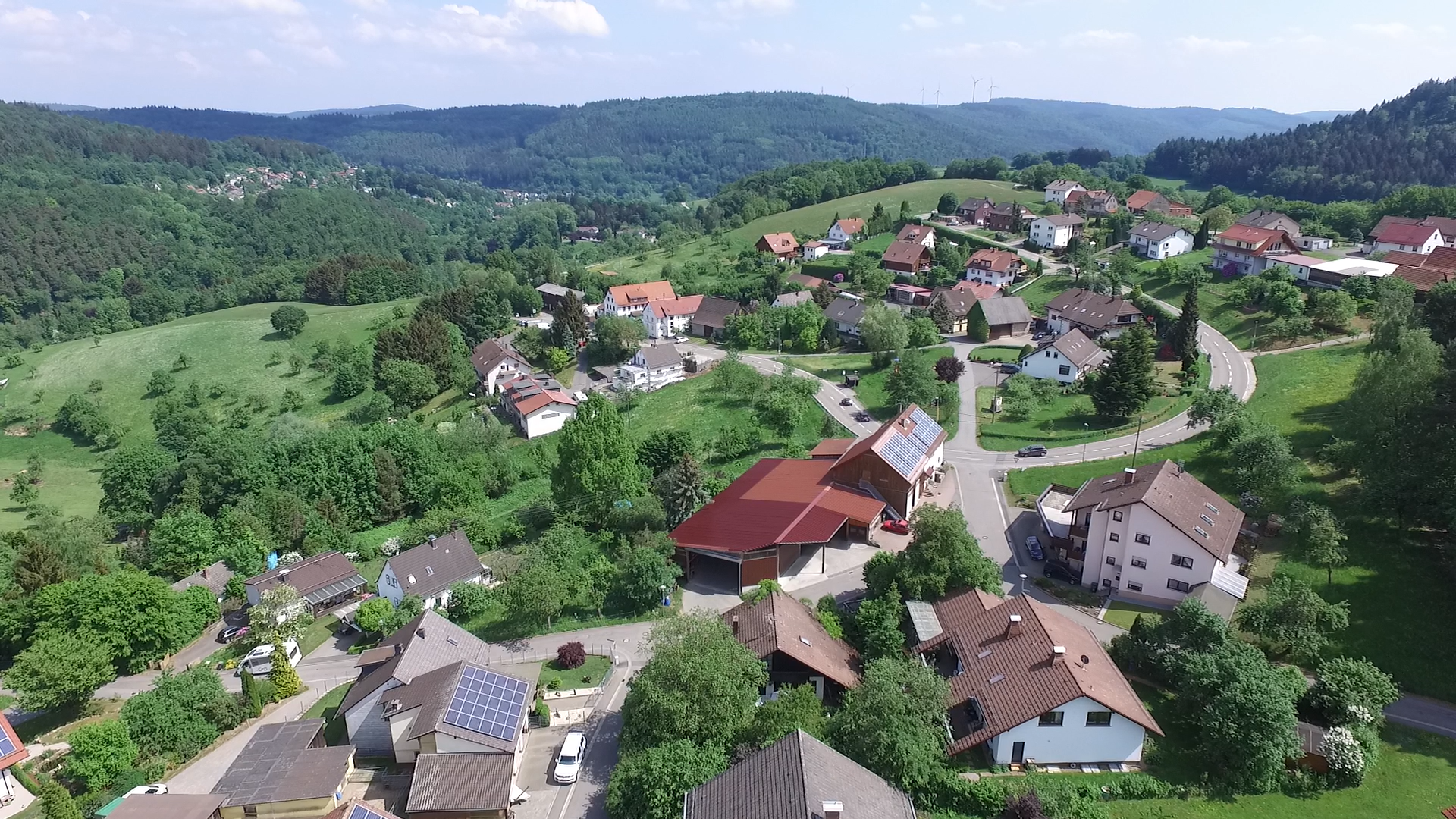
Blick auf Vorderheubach

Die Gemeinde grenzt im Norden an die hessischen Gemeinden Gorxheimertal, Abtsteinach und Wald-Michelbach, im Osten an Heddesbach, im Süden an die Stadt Schönau und Wilhelmsfeld, sowie im Westen an die Städte Schriesheim und Weinheim.

### Gemeindegliederung
Die Gemeinde besteht aus sieben Ortsteilen: Heiligkreuzsteinach, Eiterbach (mit Stiefelhütte), Vorderheubach (mit Schafhof), Hinterheubach, Lampenhain, Bärsbach und Hilsenhain. Das Gemeindegebiet ist 1961 Hektar groß, davon sind 1500 Hektar mit Wald bedeckt. Von den rund 2600 Einwohnern wohnen knapp 1600 im Hauptort.

## Geschichte

### Bis zum 17. Jahrhundert
Die Dörfer in den höheren Lagen des südlichen Odenwalds entstanden nicht vor dem 12. Jahrhundert als Waldhufendörfer. Die erste urkundliche Erwähnung von Heiligkreuzsteinach und Bärsbach stammt von 1293, es folgten Eiterbach und Lampenhain 1316. Die Orte waren Rodungssiedlungen, die von den Herren von Hirschberg-Strahlenberg in ihrer Herrschaft Waldeck um die von ihnen im 13. Jahrhundert erbaute Burg Waldeck angelegt wurden. Bereits um 1200 wurde für die Siedlungen auf einem Felsvorsprung über der Steinach eine kleine romanische Pfarrkirche errichtet, die dem Heiligen Kreuz geweiht war und so dem heutigen Hauptort seinen Namen gab: „Heilig-Kreuz-(über der) Steinach“. Zusammen mit der Burg Waldeck, gelegen in Vorderheubach, entwickelte sich Heiligkreuzsteinach zum Haupt- und Gerichtsort für die umliegenden Dörfer. Die Herrschaft Waldeck wurde vielfach verpfändet, auch nachdem sie 1357 von der Kurpfalz erworben und als „Kellerei Waldeck“ verwaltet wurde. Erst ab 1525 stand das Gebiet für längere Zeit unter der direkten Hoheit der Kurpfalz.
Als Mitte des 16. Jahrhunderts in der Kurpfalz die Reformation eingeführt wurde, wurde auch die Pfarrkirche in Heiligkreuzsteinach für den evangelischen Gottesdienst umgestaltet. Im Zuge der Rekatholisierung am Ende des 17. Jahrhunderts fiel sie wieder an die katholische Gemeinde. Die weiterhin bestehende reformierte Gemeinde errichtete eine hölzerne Behelfskirche und baute Mitte des 18. Jahrhunderts die heute noch bestehende Kirche an der Steinachbrücke.

### 18. und 19. Jahrhundert

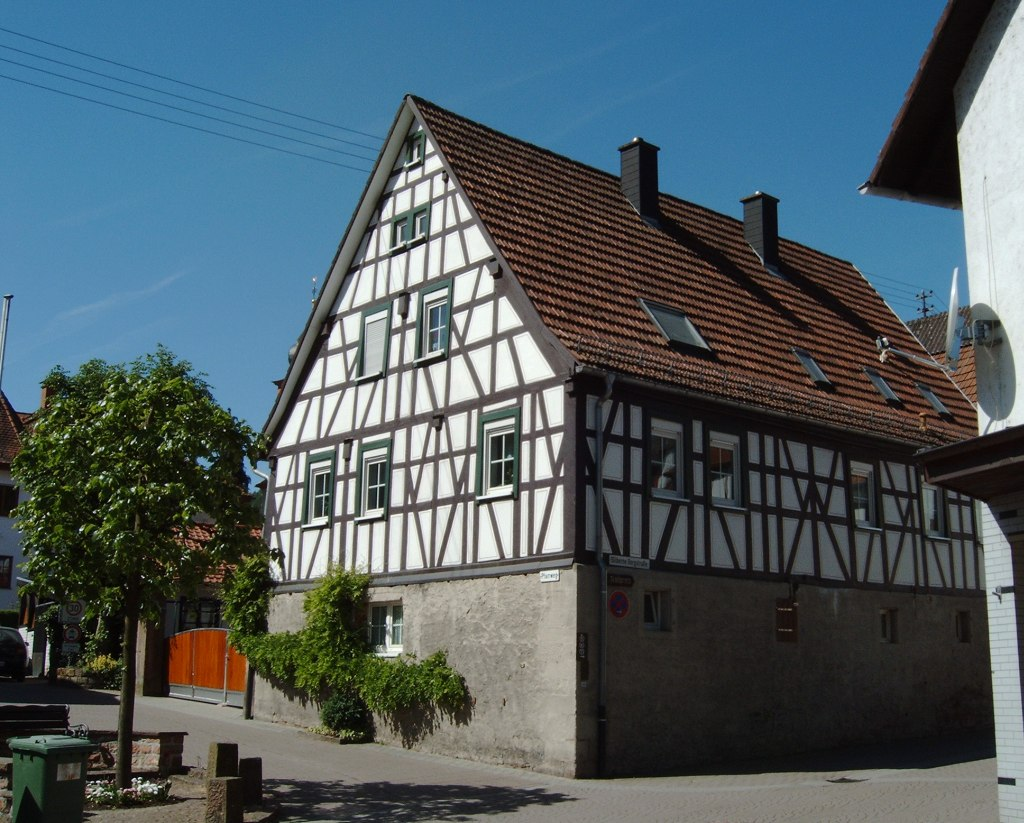
Heiligkreuzsteinach, Fachwerkhaus am Marktplatz von 1813

Nach den Verheerungen des Dreißigjährigen Krieges und des Pfälzischen Erbfolgekrieges setzte ab Mitte des 18. Jahrhunderts ein rasantes Bevölkerungswachstum ein. Bis 1875 verdoppelte sich die Einwohnerzahl auf 976. Ein Großteil der Einwohner waren jedoch arme Kleinbauern mit sehr geringem Landbesitz oder Tagelöhner, die ihr Glück nicht selten in der Auswanderung nach Nordamerika suchten. Unter den Auswanderern befanden sich auch die Vorfahren des amerikanischen Präsidenten Dwight D. Eisenhower. Die Schreibweise des Namens war damals Eisenhauer.
Infolge der politischen Neuordnung Südwestdeutschlands durch Napoleon I. 1803 gehörten Heiligkreuzsteinach und die umliegenden Dörfer zum Großherzogtum Baden. 1828 versuchte Eiterbach, selbstständig zu werden, und erlangte einige Rechte wie einen eigenen Verwaltungsrat. Es blieb aber ein Nebenort von Heiligkreuzsteinach. 1830 erhielt Heiligkreuzsteinach das bis heute bestehende Marktrecht. 1840 wurde die sogenannte Obergemeinde, zu der Lampenhain, Bärsbach, Vorderheubach und Hilsenhain gehörten, vom Hauptort abgetrennt.

### 20. Jahrhundert
Im Jahr 1935 wurde Hinterheubach nach Lampenhain eingemeindet. Eiterbach wurde wieder voll in Heiligkreuzsteinach eingegliedert. Mit der Auflösung des Landkreises Heidelberg 1973 kamen die Orte zum neuen Rhein-Neckar-Kreis. Die heutige Gemeinde entstand am 1. Januar 1975 durch die Vereinigung der Gemeinden Lampenhain und Heiligkreuzsteinach. Zur Gemeinde Heiligkreuzsteinach gehörten zuvor der Kernort Heiligkreuzsteinach sowie die Orte „Hohenöd, Siedlung“ und der Ortsteil Eiterbach. Zur Gemeinde Lampenhain gehörten die Weiler Bärsbach, Hilsenhain und Vorderheubach, das Gehöft Hinterheubach und die Häuser Haumühle und Schafhof.

### Einwohnerentwicklung
Gemeinde Heiligkreuzsteinach in den damaligen Grenzen
| Jahr      | 1577 | 1727 | 1818 | 1852 | 1905 | 1939 | 1961 | 1965 | 1970 |
| --------- | ---- | ---- | ---- | ---- | ---- | ---- | ---- | ---- | ---- |
| Einwohner | 235  | 268  | 552  | 964  | 834  | 709  | 1166 | 1447 | 1358 |

Gemeinde Heiligkreuzsteinach in den heutigen Grenzen
| Jahr      | 1961 | 1970 | 1991 | 1995 | 2005 | 2010 | 2015 | 2020 |
| --------- | ---- | ---- | ---- | ---- | ---- | ---- | ---- | ---- |
| Einwohner | 1607 | 1885 | 2719 | 2873 | 3121 | 2919 | 2592 | 2624 |

## Politik

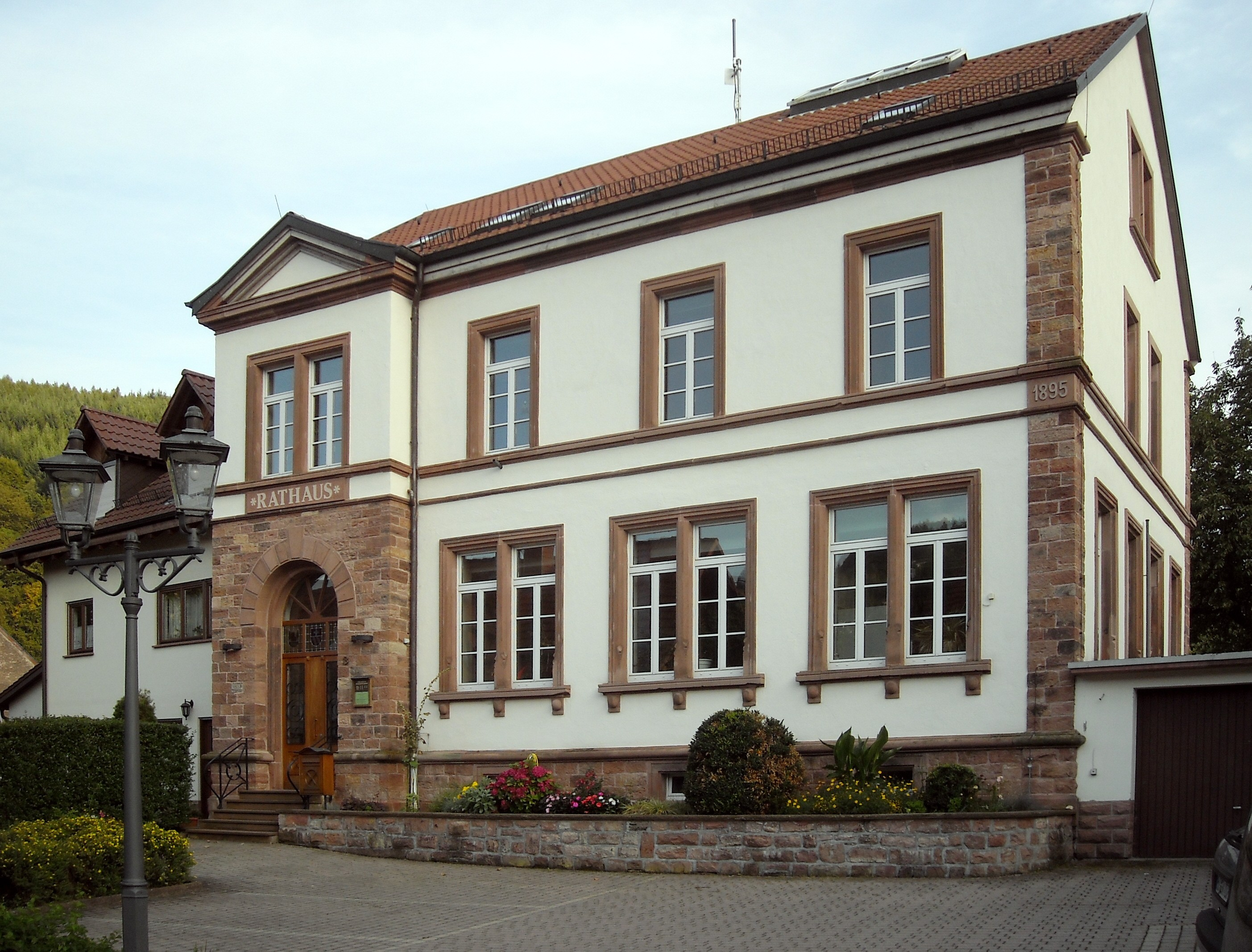
Rathaus in Heiligkreuzsteinach

### Verwaltungsverband
Heiligkreuzsteinach gehört zum Gemeindeverwaltungsverband Schönau mit Sitz in Schönau.

### Gemeinderat
Der Gemeinderat hat 12 ehrenamtliche Mitglieder, die für fünf Jahre gewählt werden. Hinzu kommt der Bürgermeister als stimmberechtigter Gemeinderatsvorsitzender.
Die Kommunalwahl 2024 führte zu folgendem Ergebnis (in Klammern: Unterschied zu 2019):
| Gemeinderat 2024                            | Gemeinderat 2024 | Gemeinderat 2024 | Gemeinderat 2024 | Gemeinderat 2024 |
| Partei / Liste                              | Stimmenanteil    | Sitze            |                  |                  |
| ------------------------------------------- | ---------------- | ---------------- | ---------------- | ---------------- |
| Bürgervereinigung Heiligkreuzsteinach (BVH) | 38,8 % (+38,8)   | 4 (+4)           |                  |                  |
| CDU                                         | 30,7 % (−6,9)    | 4 (±0)           |                  |                  |
| Freie Liste Heiligkreuzsteinach (FLH)       | 30,4 % (−2,0)    | 4 (±0)           |                  |                  |
| SPD                                         | n. a. (−30,0)    | 0 (−4)           |                  |                  |
| Wahlbeteiligung: 64,8 % (-1,8)              |                  |                  |                  |                  |

### Bürgermeister
Der Bürgermeister wird für acht Jahre direkt gewählt. Bei der Wahl 2012 setzte sich Sieglinde Pfahl (CDU) mit 51,1 Prozent durch. Sie trat ihr Amt Anfang 2013 an. Seit der Gemeindeerweiterung im Jahr 1975 (siehe oben) übten folgende Personen das Amt des Bürgermeisters aus:
- 1975–1983: Julius Rehberger
- 1983–1988: Rudolf Lützelschwab
- 1988–2012: Karl Brand
- seit 2013: Sieglinde Pfahl

### Wappen
Die Blasonierung des Wappens lautet: In geteiltem Schild oben in Rot ein schwebendes, geradarmiges goldenes Tatzenkreuz, unten von Silber und Blau schräggerautet.
Das Wappen geht zurück auf ein Siegel aus dem Jahr 1636. Die Rauten symbolisieren die Kurpfalz. Das Kreuz steht für das Heiligkreuz-Patrozinium der Pfarrkirche. Die Farben der oberen Hälfte entstammen dem Wappen der Herren von Strahlenberg. Auf Vorschlag des Generallandesarchivs nahm die Gemeinde 1901 das Wappen an. Mit der Gemeindereform 1975 verlor es seine Gültigkeit. Da die Symbole aber auch für Lampenhain Aussagekraft haben, wurde es für den gemeinsamen Ort 1977 unverändert vom Landratsamt Rhein-Neckar-Kreis neu verliehen.
Die Flagge ist Blau-Weiß und wurde auch 1977 verliehen.

### Partnergemeinde
Partnergemeinde von Heiligkreuzsteinach ist Teulada in der spanischen Provinz Alicante.

## Kultur und Sehenswürdigkeiten

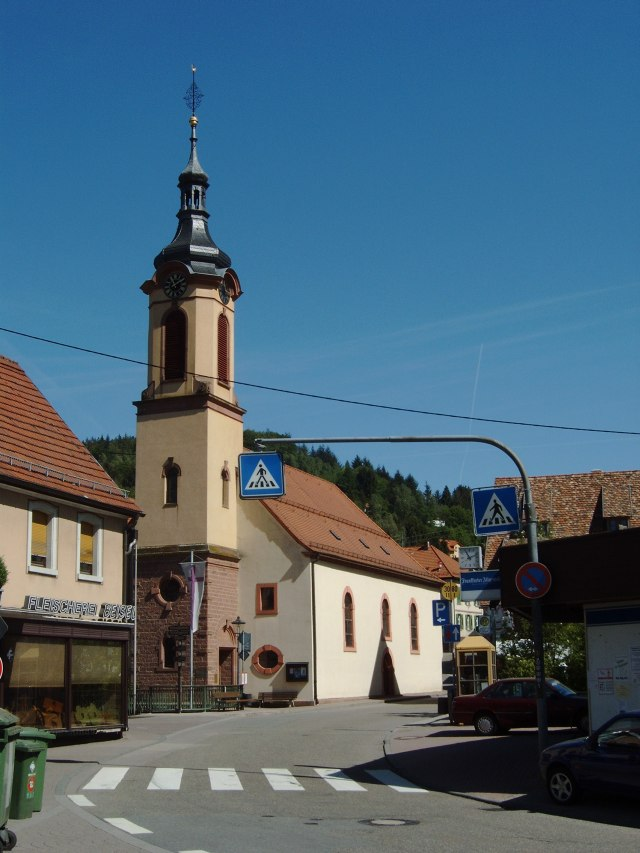
Evangelische Kirche an der Steinachbrücke

Die katholische Kirche Heilig Kreuz mit der charakteristischen Zwiebelhaube entstand 1767. Die Innenausstattung ist im Stil des Neobarock.
Die evangelische Kirche geht auf einen Bau der reformierten Gemeinde zurück, der 1744–1746 erbaut wurde. Die Kirche ist als Querkirche angelegt. Der Glockenturm wurde 1900 errichtet und ersetzte einen Dachreiter.

## Wirtschaft und Infrastruktur

### Verkehr
Heiligkreuzsteinach liegt an der L 535. Die Bundesautobahn 5 kann über Schriesheim oder Weinheim erreicht werden. Den ÖPNV betreibt der Busverkehr Rhein-Neckar, der Buslinien in die umliegenden Orte und nach Heidelberg anbietet. Heiligkreuzsteinach gehört zum Tarifgebiet des Verkehrsverbunds Rhein-Neckar. Ferner gibt es einen Bürgerbus im Ort.

### Öffentliche Einrichtungen
Es gibt zwei Alten- und Pflegeheime und einen Kindergarten. Außerdem steht eine Mehrzweck-Halle für sportliche Ereignisse und gesellschaftliche Veranstaltungen zur Verfügung. Ein Kunstrasenplatz sowie ein Beachvolleyballfeld können für sportliche Aktivitäten genutzt werden.

### Bildung
In Heiligkreuzsteinach gibt es eine Grundschule. Weiterführende Schulen stehen in den umliegenden Städten zur Verfügung.

### Nahversorgung
In Heiligkreuzsteinach findet sich alles, was zur Nahversorgung notwendig ist: Zwei praktische Ärzte, ein Zahnarzt, eine Apotheke, zwei Bankfilialen (jeweils mit Geldautomat), ein kleiner Supermarkt mit breitem Sortiment für Lebensmittel und fast alle Güter des täglichen Bedarfs. Sowie eine Bäckerei, eine Forellenzucht, eine Metzgerei und ein Bekleidungsladen.

### Gastronomie

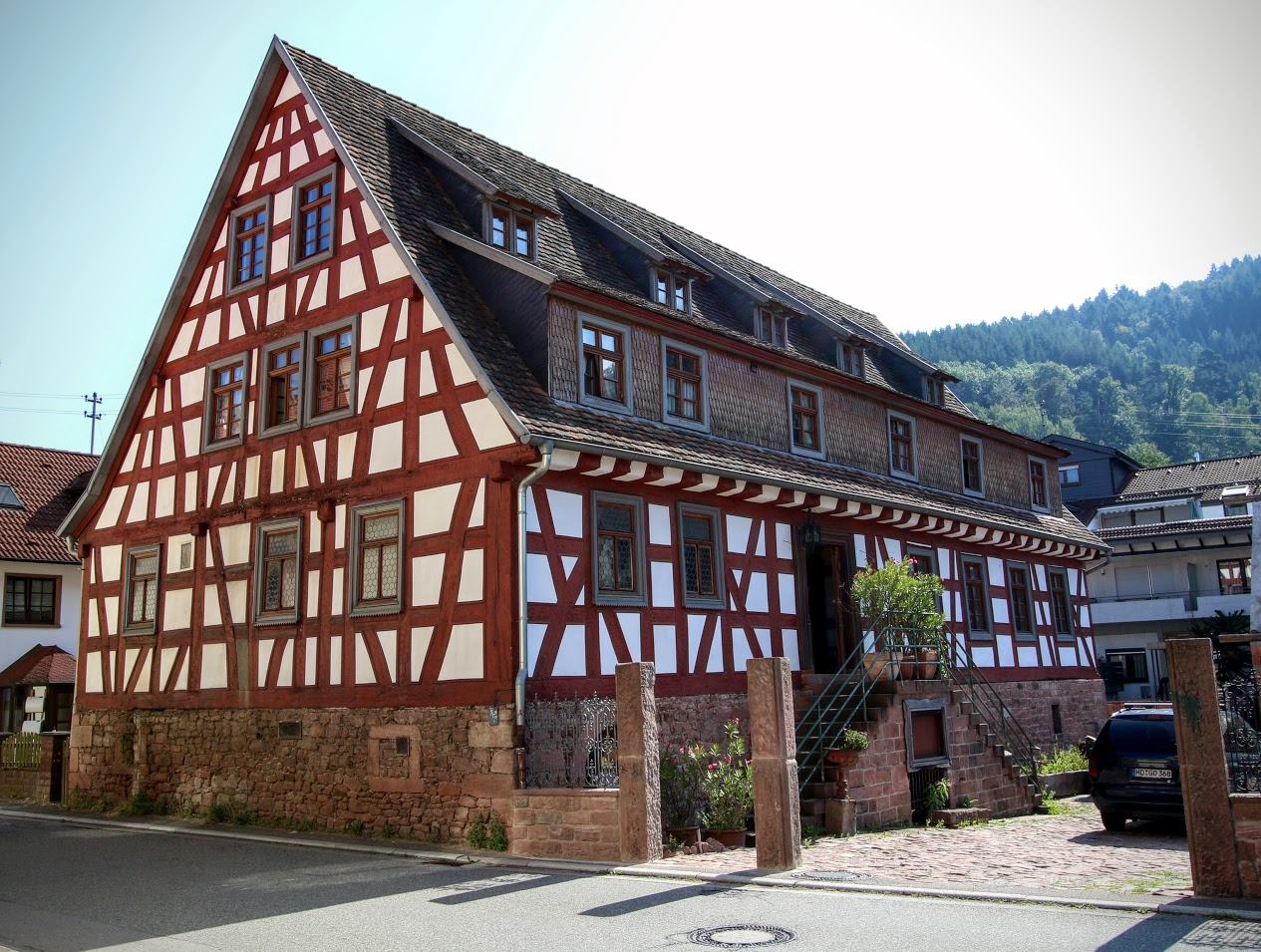
Hotel zum Roten Löwen. erb. um 1720

In allen Ortsteilen findet sich die gutbürgerlich-regionale Küche wieder. Auch mediterrane, türkische, griechische, vom Balkan stammende und internationale Spezialitäten finden ihren Platz in den Restaurants von Heiligkreuzsteinach. Das Gasthaus „Roter Löwe“ aus dem 18. Jh., ist wohl das Älteste in dieser Region. Das aufwändig restaurierte Fachwerkhaus an der Steinach, ist sowohl mit seiner Außenfassade als auch mit seiner Innenausstattung ein sehenswertes Kulturdenkmal.

## Persönlichkeiten

### Söhne und Töchter der Gemeinde
- Otto Kähni (1900–1975), Gymnasiallehrer und Heimatforscher
- Herman Lehlbach (1845–1904), 1885 bis 1891 Abgeordneter im US-Kongress
- Otto Mahler (* 1933), Schriftsteller
- Felix Rehberger (* 1986), Radrennfahrer
- Karl Friedrich Rößle (1893–1957), Professor für Betriebswirtschaftslehre
- Friedrich Jacob Zullig (1780–1844), Pfarrer in Heidelberg und Landtagsabgeordneter in der zweiten badischen Kammer

### Persönlichkeiten, die vor Ort gewirkt haben
- Friedrich August Lehlbach (1805–1875) war von 1841 bis 1849[14] evangelischer Pfarrer und Abgeordneter im badischen Landtag (Vater von Herman Lehlbach).
- Hans Joachim Tholuck (1888–1972), deutscher Zahnarzt, Initiator des Frankfurter Systems der Schulzahnpflege und Gründer des DAJ (Deutscher Ausschuss für Jugendzahnpflege) sowie der Deutschen Fluorkommission innerhalb des DAJ.[15]